# Ismael Fuentes
Ismael Ignacio Fuentes Castro (ur. 4 sierpnia 1981 w Linares) – piłkarz chilijski grający na pozycji środkowego obrońcy.

## Kariera klubowa
Karierę piłkarską Fuentes rozpoczął w klubie Linares Unido. W 2000 roku zadebiutował w jego barwach w Primera División B, a w 2001 roku odszedł do CSD Rangers, grającego w pierwszej lidze Chile. W 2002 roku wywalczył z Rangers wicemistrzostwo fazy Apertura. W 2004 roku odszedł do CSD Colo-Colo i w tym zespole występował przez rok.
Na początku 2005 roku Fuentes odszedł do meksykańskiego Jaguares de Chiapas. W meksykańskiej Primera División zadebiutował 16 stycznia 2005 w zremisowanym 0:0 wyjazdowym spotkaniu z Tigres UANL. Od czasu debiutu był podstawowym zawodnikiem Jaguares i grał w nim do 2008 roku. Dwukrotnie w latach 2005 i 2007 zdobył Puchar Chiapas.
Na początku 2009 roku Fuentes przeszedł do Atlasu Guadalajara. 18 stycznia 2009 zadebiutował w nim w meczu przeciwko poprzedniemu zespołowi, Jaguares (1:2).
| Sezon   | Klub                 | Kraj   | Rozgrywki          | Mecze | Bramki |
| ------- | -------------------- | ------ | ------------------ | ----- | ------ |
| 2000    | Linares Unido        | Chile  | Primera División B | ?     | ?      |
| 2001    | CSD Rangers          | Chile  | Primera División   | 21    | 2      |
| 2002    | CSD Rangers          | Chile  | Primera División   | 24    | 0      |
| 2003    | CSD Rangers          | Chile  | Primera División   | 18    | 0      |
| 2004    | CSD Colo-Colo        | Chile  | Primera División   | 18    | 0      |
| 2004/05 | Jaguares de Chiapas  | Meksyk | Primera División   | 16    | 1      |
| 2005/06 | Jaguares de Chiapas  | Meksyk | Primera División   | 31    | 0      |
| 2006/07 | Jaguares de Chiapas  | Meksyk | Primera División   | 29    | 1      |
| 2007/08 | Jaguares de Chiapas  | Meksyk | Primera División   | 30    | 1      |
| 2008/09 | Jaguares de Chiapas  | Meksyk | Primera División   | 10    | 0      |
| 2008/09 | Atlas Guadalajara    | Meksyk | Primera División   | 13    | 0      |
| 2009/10 | Atlas Guadalajara    | Meksyk | Primera División   | 22    | 2      |
| 2009/10 | Universidad Católica | Chile  | Primera División   | 19    | 0      |

## Kariera reprezentacyjna
W reprezentacji Chile Fuentes zadebiutował 11 lipca 2004 roku w zremisowanym 1:1 meczu Copa América 2004 z Paragwajem. W swojej karierze zagrał także na Copa América 2007. W 2009 roku wywalczył z Chile awans do Mistrzostw Świata w RPA.